# Charles Buls
Charles Buls (Bruxelles, 13 ottobre 1837 – Ixelles, 13 luglio 1914) è stato un politico belga, esponente del Partito Liberale.
Borgomastro di Bruxelles, alla fine dell'Ottocento tentò di rinnovare il tessuto storico della città mantenendone però alcune prerogative formali; ad esempio, al momento di tracciare una nuova strada che conduceva al palazzo reale, preferì un tracciato curvo piuttosto che un asse rettilineo, nel rispetto degli edifici antichi che si addossavano al tracciato preesistente.
Massone, fu membro della Loggia Les Amis philanthropes del Grande Oriente del Belgio.